# Рейхстаг (Священна Римська імперія)

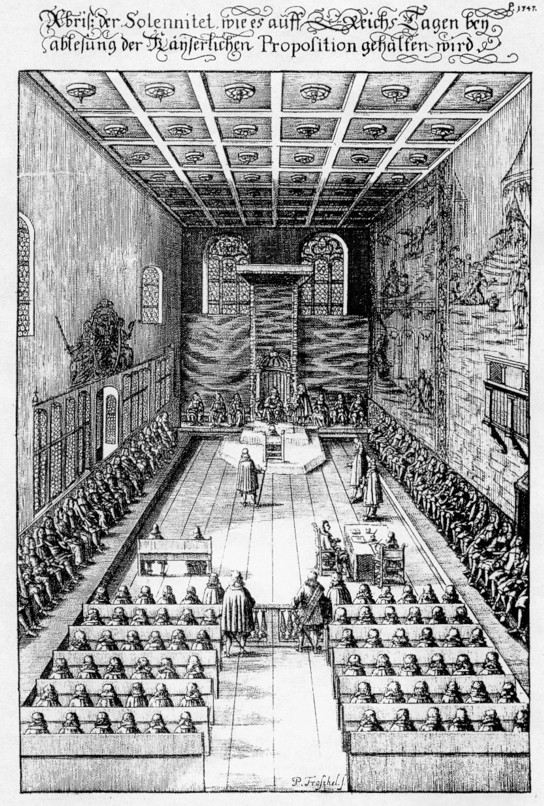
Засідання рейхстагу Священної Римської імперії, 1675 рік

Рейхстаг  (нім. Reichstag) — вищий станово-представницький орган Священної Римської імперії. Попередником рейхстагу як інституція, що представляє інтереси політичної еліти імперії, був гофтаг — надвірна рада при імператорі, що виникла у XII столітті. В рамках проведення «імперської реформи» 1495 року було досягнуто згоди між імператором Максиміліаном I й вищими станами імперії про започаткування рейхстагу як вищого представницького органу імперських станів із законодавчими та судовими функціями. Вестфальською мирною угодою 1648 року повноваження рейхстагу було значно розширено, в результаті чого він перетворився на верховний законодавчий орган влади і центральний елемент всієї конституційно-правової системи Священної Римської імперії. З 1663 року рейхстаг набув постійного характеру й до падіння імперії 1806 року засідав у Регенсбурзі.

## Історія
Процес становлення рейхстагу як представницького органу влади Священної Римської імперії розтягнувся на декілька століть. Ще у IX столітті франкські королі скликали час від часу збори представників вищої духовної та світської знаті для обговорення політичних питань або затвердження тих чи інших дій короля. У Східнофранкському королівстві територіальна аристократія була традиційно особливо сильною, а правителі племінних герцогств володіли правом обрання короля. Після заснування 962 року Священної Римської імперії вища німецька знать зберегла свої прерогативи та вплив. На з’їздах найкрупніших німецьких князів та церковних ієрархів (гофтагах), що скликались імператорами,  вирішувались питання війни та миру, відносин з папським престолом та іноземними державами, вершилось правосуддя, затверджувались укази імператора. Склад учасників таких гофтагів та чіткий обсяг повноважень цього органу не було визначено. Не існувало й постійного місця проведення зборів: гофтаги скликались там, де у цей час перебував імператор. Поступове послаблення центральної влади й розширення прерогатив територіальних князів з XIII століття призвели до подальшого зростання політичного значення зборів імперської аристократії. У XIV столітті сформувалось вузьке коло найвпливовіших князів, що закріпили за собою право обрання імператора та участі в управлінні країною. «Золота булла 1356 року» визнала прерогативи колегії семи курфюрстів й затвердила принцип територіального суверенітету імперських князів в межах своїх володінь.
З початку XV століття, в умовах істотного послаблення імператорської влади й падіння ефективності функціонування імператорських інституцій, орган станового представництва набув особливого значення. Імперські сейми першої половини XV століття стали центром обговорення та розробки проектів реформування системи управління імперією, а в період правління Фрідріха III, заклопотаного проблемами у своїх спадкових землях та у справах відсутнього в імперії, самостійність імперського сейму різко зросла. Він вже не був виключно придворною радою та функціонував практично без участі імператора. До участі у рейхстагах стали залучатись широкі шари вищої імперської аристократії та вільні міста. Під тиском станів Максиміліан I у 1489—1495 роках почав реалізацію глибоких перетворень в системі управління Священної Римської імперії, що увійшли в історію під назвою «Імперська реформа». Вищі імперські інституції — імперський сейм, імперський камеральний суд та, пізніше, імперський уряд — були відокремлені від адміністрації й набули чітко визначеного конституційно-правового статусу, складу й структури. Імперський сейм (рейхстаг) перетворився на центральний елемент системи управління й головний орган представництва імперських станів, якому було передано законодавчі функції. Віднині імператор був зобов’язаний виконувати рішення, ухвалені рейхстагом, й не міг починати війну чи укладати мир без згоди станів.
Рейхстаги кінця XV — початку XVI століть спільно з імператором здійснили цілий комплекс заходів, що трансформували середньовічну імперію відповідно до вимог нового часу й забезпечили дієвий контроль над ситуацією всередині країни. Початок Реформації частково паралізував роботу рейхстагів, однак саме опора на станове представництво дозволила в середині XVI століття досягти конфесійного компромісу й відновити працездатність імперських закладів. Після затвердження Аугсбурзького релігійного миру 1555 року рейхстаг став відігравати роль барометра внутрішньої стабільності імперії , що характеризувалось приватними скликаннями рейхстагу у другій половині XVI століття. В той же час роль імперських міст у складі рейхстагу, яка посилилась у період Реформації, почала знижуватись, їх думка поступово припиняла враховуватись під час вирішення поточних проблем.
На початку XVII століття поглиблення конфесійних суперечностей всередині станового суспільства знову паралізувало роботу рейхстагу: розбіжності між католиками й протестантами призвели до зриву рейхстагів у 1608 та 1618 роках. Розпад рейхстагу як органу станового представництва сприяв формуванню альтернативних структур — Євангелічної унії та Католицької ліги, сутичка між якими призвела до Тридцятилітньої війни.
Вестфальський мир 1648 року відновив працездатність рейхстагу й перетворив його на вищий законодавчий орган імперії. Рейхстаг набув постійного характеру, його авторитет, стабільність та ефективність функціонування значно зросли. Фактично баланс влади у Священній Римській імперії у другій половині XVII століття змістився від імператора до рейхстагу, який став центром інтеграційних процесів та базовим елементом усієї імперської конструкції.
До 1663 року тривалість сесій рейхстагу зазвичай не перевищувала декількох тижнів, зрідка — місяців. Відкривався рейхстаг урочистим оголошенням кола питань, винесених імператором на розгляд станів, закривався — виданням імператором заключного едикту («прощального послання до імперії»; лат. Recessus Imperii), що затверджував рішення рейхстагу. Після закінчення останнього непостійного рейхстагу — Регенсбурзького рейхстагу 1653—1654 років — було видано так зване «Останнє послання до імперії», що стало одним з основних документів конституційної системи Священної Римської імперії.
У 1663 році було зібрано постійний рейхстаг, що засідав у Регенсбурзі практично безперервно до розпуску імперії 1806 року (за винятком періоду Війни за австрійську спадщину, коли рейхстаг тимчасово переїхав до Франкфурту). Рішення рейхстагу після набуття ним постійного характеру вже не оформлювались едиктами імператорів, а санкціонувались по мірі їх ухвалення спеціальним імператорським посланцем у Регенсбурзі.
До кінця свого існування рейхстаг Священної Римської імперії не набув характеру парламенту, лишившись чисто становим закладом, що представляв інтереси політичної еліти Німеччини (курфюрстів, імперських князів, графів та прелатів, імперських міст). Після падіння Священної Римської імперії назва «рейхстаг» збереглась як йменування парламентів Північнонімецького союзу (з 1866 року) та Німецької імперії (з 1871 року).

## Повноваження
До компетенції рейхстагу входили найважливіші питання внутрішньої та зовнішньої політики Священної Римської імперії, зокрема: видання загальноімперських законів, оголошення війни та укладання миру, утворення й ліквідація імперських органів управління та суду, скликання та розпуск імперської армії, затвердження податків і субсидій імператору, економічна політика, питання земського миру і співіснування різноманітних релігійних конфесій, нагляд і затвердження вироків Імперського камерального суду, оголошення імперської опали.

## Структура
З 1489 року рейхстаг складався з трьох палат:
- Рада курфюрстів (нім. Kurfürstenrat), що складалась із курфюрстів імперії під головуванням ерцканцлера архієпископа Майнцу. «Золотою буллою» 1356 року права курфюрстів було надано семи державним утворенням у складі імперії (Саксонія, Бранденбург, Пфальц, Богемія, Майнц, Трір, Кельн), Вестфальський мир 1648 року збільшив їх число до восьми, а 1692 року дев’ятим курфюрстом став Ганновер. Об’єднання Пфальцу і Баварії під владою одного монарха у 1777 році зменшило чисельність колегії курфюрстів до восьми. Нарешті, завоювання Францією західного берега Рейну призвело до ліквідації у 1803 році курфюрств Майнца, Тріра й Кёльна та започаткування нових курфюрств Гессена, Бадена, Вюртемберга, Зальцбурга и Ашаффенбург—Регенсбурга.
- Рада імперських князів (нім. Reichsfürstenrat), складалась з правителів імперських князівств, архієпископів та єпископів, що мали по одному голосу в раді, та правителів імперських графств, абатів і приорів імперських монастирів, які разом мали чотири й два колективних голоси, відповідно. Головували на засіданнях Ради по черзі архієпископ Зальцбурга й ерцгерцог Австрії. Загальна чисельність імперських світських і духовних князів, представлених в раді, коливалась у різний час в межах 75—100 чоловік, загальна чисельність імперських графів та прелатів — 140—230 чоловік. В процесі секуляризації церковних володінь число голосів духовних князів та імперських прелатів у рейхстазі поступово скорочувалась, оскільки за загальним принципом секуляризація не тягнула за собою передачі права голосу в рейхстазі новим світським управляючим колишніх церковних володінь. У 1803 році вище духовенство імперії втратило право територіального суверенітету і представництва у рейхстазі.
- Рада імперських міст (нім. Reichsstädterat), складалась із представників вільних імперських міст під головуванням бургомістра міста, що приймало рейхстаг. Найвище представництво міста мали на початку XVI року, коли у рейхстазі брали участь до 84 міст, об’єднаних у дві колегії. Поступово, однак, чисельність членів Ради знижувалась, а рішенням імперської депутації 1803 року права на представництво у рейхстазі були збережені лише за шістьма вільними містами (Любек, Гамбург, Бремен, Франкфурт, Аугсбург та Нюрнберг).

## Порядок роботи
Рішення про скликання рейхстагу ухвалював імператор (з 1519 року — за згодою курфюрстів). Йому не належало виняткове право визначати коло питань, що виносились на розгляд рейхстагу. Реального контролю за ходом і темами обговорення, однак, імператор не мав. Хоча імператор і вважався формальним головою рейхстагу, керівництво його роботою здійснювалось ерцканцлером імперії архієпископом Майнцьким, що був одночасно головою Ради курфюрстів. Для підготовки своїх рішень у складі рейхстагу формувались комісії та комітети з окремих питань, для роботи в яких залучались спеціалісти — юристи, теологи, фінансисти.
Закони, ухвалені рейхстагом, вступали в силу після їх підписання імператором. Для затвердження закону необхідна була одноголосна згода всіх палат рейхстагу та імператора (думка Ради міст, однак, іноді не враховувалась). В самих палатах для прийняття рішення необхідною була проста більшість голосів. Засідання палат відбувались у різних приміщеннях. Голосування було таємним.
Після Вестфальського миру для вирішення релігійних питань було введено принцип конфесійного паритету: члени рейхстагу поділялись на дві групи без куріальних обмежень: Католицький блок (лат. Corpus catholicorum) та Євангелічний блок (лат. Corpus evangelicorum), які мали приймати рішення на основі добровільної згоди обох сторін. Главою Католицького блоку був курфюрст Баварії, Євангелічного — курфюрст Саксонії.

## Список рейхстагів
Перелік рейхстагів Священної Римської імперії з 1495 року. Про більш ранні імперські сейми див.: Гофтаг.
| Рік       | Місце проведення | Голова         | Основні рішення |
| --------- | ---------------- | -------------- | --- |
| 1495      | Вормс            | Максиміліан I  | Затвердження «Імперської реформи» і земського миру, започаткування Імперського камерального суду, введення загального податку («загальний пфеніг») |
| 1496/1497 | Ліндау           | Максиміліан I  | Відмова у наданні субсидій імператору, постанови проти розкоші й за вислання циган з Німеччини |
| 1497/1498 | Фрайбург         | Максиміліан I  | Відмова у наданні субсидій імператору, закон про виноробство та пивоваріння |
| 1500      | Аугсбург         | Максиміліан I  | Організація перших шести імперських округів, заходи з підтримки земського миру |
| 1505      | Кельн            | Максиміліан I  | Врегулювання суперечки щодо Ландсгутської спадщини, відхилення пропозицій з поглиблення імперської імперії, відмова у наданні субсидій |
| 1507      | Констанц         | Максиміліан I  | Упорядкування процедури формування й порядку функціонування Імперського камерального суду, надання субсидій на похід імператора до Італії для коронації |
| 1510      | Аугсбург         | Максиміліан I  | Конфлікт між імперією та Данією щодо статусу Гамбурга, визнання Гамбурга вільним імперським містом |
| 1512      | Трір/Кельн       | Максиміліан I  | Завершення організації системи імперських округів |
| 1518      | Аугсбург         | Максиміліан I  | Провал спроби забезпечити обрання Карла Іспанського римським королем, відмова від фінансування війни з турками, зняття імперської опали з Пфальцу, виступ Мартіна Лютера після закриття рейхстагу |
| 1521      | Вормс            | Карл V         | Виступ Лютера перед рейхстагом, оголошення Вормського едикту проти Лютера, започаткування Імперського уряду, затвердження імперського матрикулу й порядку участі станів у фінансуванні війни з турками |
| 1522      | Нюрнберг         | Фердинанд I    | Обговорення порядку виконання Вормського едикту |
| 1522/1523 | Нюрнберг         | Фердинанд I    | Заборона видання лютеранської літератури й пропаганди лютеранства |
| 1524      | Нюрнберг         | Фердинанд I    | Підтвердження Вормського едикту, імперський закон про торгівлю |
| 1525      | Аугсбург         | Фердинанд I    | Умиротворення Німеччини після Селянської війни, призупинення Вормського едикту |
| 1526      | Шпаєр            | Фердинанд I    | Фактичне призупинення Вормського едикту, залучення імперських станів до вирішення релігійного конфлікту |
| 1529      | Шпаєр            | Фердинанд I    | Відновлення дії Вормського едикту, Шпаєрський протест, засудження анабаптизму |
| 1530      | Аугсбург         | Карл V         | Провал спроби відновлення єдності церкви, оголошення «Аугсбурзького сповідання» лютеран, «Тетраполітанського сповідання» цвингліан й католицького «Спростування», вимоги імператора про ресекуляризацію церковного майна                                                                                               |
| 1532      | Регенсбург       | Карл V         | Затвердження загальноімперського кримінального укладу (Constitutio Criminalis Carolina), надання субсидій на війну з турками, припинення переслідувань протестантів |
| 1541      | Регенсбург       | Карл V         | Безрезультатний диспут між католиками й лютеранами |
| 1542      | Шпаєр            | Фердинанд I    | Надання субсидій на війну з турками |
| 1542      | Нюрнберг         | Фердинанд I    | |
| 1543      | Нюрнберг         | Фердинанд I    | |
| 1544      | Шпаєр            | Карл V         | Припинення судових процесів проти протестантів, фактичне санкціонування секуляризації, надання субсидій на війну з Францією і турками |
| 1545      | Вормс            | Карл V         | Безрезультатні перемовини з питання реформи церкви |
| 1546      | Регенсбург       | Карл V         | Безрезультатний богословський диспут, імперська опала Гессену і Саксонії, підготовка Шмалькальденської війни |
| 1548      | Аугсбург         | Карл V         | «Рейхстаг в панцирях», Аугсбурзька тимчасова постанова з конфесійних питань, затвердження загальноімперського поліцейського укладу, провал спроб реформування імперії, положення про Імперський камеральний суд, Бургундська угода про статус Нідерландів, усунення цехів від участі в муніципалітетах імперських міст |
| 1550/1551 | Аугсбург         | Карл V         | Провал плану ротації імператорського престолу між австрійською та іспанською лініями Габсбургів, вигнання циган з Німеччини, підвищення ставки імперського податку («загального пфенігу»), монетна реформа |
| 1555      | Аугсбург         | Фердинанд I    | Аугсбурзький релігійний мир, затвердження принципу конфесійного паритету в роботі Імперського камерального суду, передача функцій підтримки земського миру імперським округам |
| 1557      | Регенсбург       | Фердинанд I    | Підтвердження релігійного миру, протест лютеран проти «Духовного застереження», надання субсидій для війни з турками |
| 1559      | Аугсбург         | Фердинанд I    | Надання субсидій для війни з турками, імперська монетна реформа |
| 1566      | Аугсбург         | Максиміліан II | Визнання декретів Тридентського собору, надання субсидій для війни з турками, фактичне визнання кальвінізму, уніфікація грошової системи, опала проти Вільгельма фон Грумбаха |
| 1567      | Регенсбург       | Максиміліан II | Надання субсидій для війни з турками, відшкодування видатків на придушення повстання Грумбаха |
| 1570      | Шпаєр            | Максиміліан II | Провал воєнної реформи, закон про друк книжок, врегулювання суперечки про саксонську спадщину між ернестинською та альбертинською лініями Веттинів |
| 1576      | Регенсбург       | Максиміліан II | Обговорення «Духовного застереження», смерть імператора Максиміліана II |
| 1582      | Аугсбург         | Рудольф II     | Надання субсидій для війни з турками, заборона переходу права голосу єпископств у рейхстазі після їх секуляризації до протестантських адміністраторів, заборона імперським містам змінювати конфесію, визначення статусу старих і нових імперських князів                                                              |
| 1594      | Регенсбург       | Рудольф II     | Надання субсидій для війни з турками, розпуск візитаційної комісії Імперського камерального суду |
| 1597/1598 | Регенсбург       | Рудольф II     | Надання субсидій для війни з турками, створення комітету рейхстагу для ревізії судових актів Імперського камерального суду |
| 1603      | Регенсбург       | Рудольф II     | Надання субсидій для війни з турками, відмова затвердити вирок про реституцію чотирьох секуляризованих монастирів у Швабії |
| 1608      | Регенсбург       | Рудольф II     | Відмова затвердити рішення про передачу Донауверту Баварії, зрив рейхстагу курфюрстом Пфальцьким, формування Євангелічної унії та Католицької ліги |
| 1613      | Регенсбург       | Маттіас        | Зрив рейхстагу через протиріччя між католиками й протестантами |
| 1640/1641 | Регенсбург       | Фердинанд III  | Підготовка Вестфальської мирної угоди, введення необхідності обов’язкового затвердження рейхстагом рішень імператора про дарування статусу імперського стану |
| 1653/1654 | Регенсбург       | Фердинанд III  | Останнє послання до імперії, зведення положень Вестфальського миру в ранг імперського конституційного закону, затвердження нового процесуального укладу Імперського камерального суду |
| 1663-1806 | Регенсбург       |                | Постійний рейхстаг |